# Baeacris maquiritare
Baeacris maquiritare är en insektsart som först beskrevs av Frédéric Carbonell och Ronderos 1973.  Baeacris maquiritare ingår i släktet Baeacris och familjen gräshoppor. Inga underarter finns listade i Catalogue of Life.